# 阿乌斯特
阿乌斯特（法語：Aouste，法語發音：[aust]）是法国大東部大區阿登省的一个市镇，属于沙勒维尔-梅济耶尔区。该市镇2009年时的人口为207人。

## 人口
阿乌斯特人口变化图示
| 数据来源：INSEE |